# الاتحاد الدولي لرياضات المكفوفين
الاتحاد الدولي لرياضة المكفوفين (آي بي إس إي) هو منظمة غير ربحية تأسست عام 1981 في باريس، فرنسا. كانت تعرف سابقًا باسم الجمعية الدولية لرياضة المكفوفين. تتمثل مهمة الاتحاد في تعزيز التكامل الكامل للأشخاص المكفوفين وضعاف البصر في المجتمع من خلال الرياضة وتشجيع الأشخاص ذوي الإعاقة البصرية على ممارسة الرياضة. والاتحاد الدولي لرياضة المكفوفين هو عضو كامل ومؤسس في اللجنة البارالمبية الدولية (IPC).
في مارس 2022، وفي ضوء الغزو الروسي لأوكرانيا عام 2022 ، حظرت اللجنة الأولمبية الدولية مشاركة الرياضيين والمسؤولين الروس والبيلاروسيين في أحداثها.

## تاريخ
تأسست الجمعية الدولية لرياضة المكفوفين، المعروفة بالاختصار "IBSA"، في عام 1981.
كان الرئيس الأول للاتحاد الدولي لرياضات المكفوفين هو العداء البارالمبي والمتزلج جينز برومان (من الدنمارك) الذي خدم لمدة ثماني سنوات، قبل أن ينخرط في اللجنة البارالمبية الدولية من عام 1988 إلى عام 1992. كان الاتحاد الدولي لرياضات المكفوفين واحد من أربع منظمات، ست منظمات لاحقًا، والتي شكلت "اللجنة الدولية لتنسيق الرياضة للمعاقين في العالم" (ICC) في عام 1982، والتي أصبحت في 22 سبتمبر 1989 اللجنة البارالمبية الدولية، باعتبارها الهيئة الحاكمة العالمية للحركة البارالمبية.
وكان الرئيس الثاني (من 1993 إلى 2001) هو إنريكي سانز (من إسبانيا)، وتبعه إنريكي بيريز (من 2001 إلى 2005؛ أيضًا من إسبانيا). الرئيس الرابع مايكل باريدو (من الفلبين) خدم لفترتين، من عام 2005 إلى عام 2013. جاني هامرشوي (من الدنمارك)، لاعبة كرة الهدف البارالمبية السابقة، بدأت في سبتمبر 2013 لتخدم ثلاث فترات. وقد غيرت الجمعية اسمها إلى اتحاد بين عامي 2002 و2003، عندما كان مقرها في إسبانيا واستخدمت عنوان الويب www.ibsa.es. تم نقل الاتحاد لاحقًا وتسجيله في بون، ألمانيا. كما تغير شعارها في وقت ما من تمثيل للكرة الأرضية، إلى الأحرف الأولى من اسمها مع اسم الاتحاد أدناه؛ في كلا الشعارين، تم تمثيل اختصار (آي بي إس إي) بنقاط برايل. بدأ الرئيس السادس ساندرو دي جيرولامو (من إيطاليا)، رئيس الجمعية الإيطالية للرياضة للمكفوفين، فترة ولايته لمدة أربع سنوات اعتبارًا من يوم الاثنين 11 أكتوبر 2021. وقد تم اختصار المدة بعقد جمعية عامة غير عادية في 30 يونيو 2023، حيث بدأ بعدها إيلجار رحيموف (من أذربيجان) فترة ولايته التي استمرت أربع سنوات.

## الرياضات
آي بي إس إي هو الاتحاد الدولي للعديد من الرياضات للأشخاص ذوي الإعاقة البصرية، بما في ذلك ثلاث رياضات بارالمبية (كرة القدم للمكفوفين، وكرة الهدف، والجودو البارالمبي)، ورفع الأثقال، والبولينج ذو العشرة دبابيس، والبولينج ذو التسعة دبابيس، وكرة الطوربول، والمواجهة.
تقام المنافسة في خمس مناطق: إفريقيا، وأمريكا، وآسيا، وأوروبا، وأوقيانوسيا. بالنسبة لرياضة كرة الهدف، يتم تنافس قارة آسيا وأوقيانوسيا معًا في منطقة "آسيا والمحيط الهادئ".

## الأحداث الرياضية
الحدث الرئيسي لـ الاتحاد الدولي لرياضات المكفوفين هو بطولة الاتحاد الدولي لرياضات المكفوفين العالمية وألعابها، والتي تقام كل أربع سنوات. أقيمت الألعاب الأولى في عام 1998 في مدريد، إسبانيا، وتبعتها النسخة الثانية في عام 2003 في مدينة كيبك، كيبك، كندا. أقيمت النسخة الثالثة من الألعاب في ساو باولو، البرازيل، في عام 2007، وأقيمت ألعاب عام 2011 في أنطاليا، تركيا.
في عام 2015، بين 8 مايو و18 مايو، أقيمت بطولة العالم الخامسة وألعاب آي بي إس إي في سول، كوريا الجنوبية، وشملت مسابقات في رفع الأثقال، والجودو، وكرة الهدف، وكرة القدم، والشطرنج، والبولينج، وركوب الدراجات الثنائية، والسباحة، والمواجهة، وألعاب القوى. كما تنظم آي بي إس إي بطولات عالمية وإقليمية في العديد من رياضاتها. تقام البطولات الإقليمية أو القارية عادة في السنوات الفردية، في حين تقام بطولات العالم كل أربع سنوات في السنوات الزوجية عندما لا تكون هناك ألعاب بارالمبية.

## الأحداث

### ألعاب الاتحاد الدولي لرياضات المكفوفين العالمية
| النسخة | سنة  | مضيف                      | تاريخ              | رياضات |
| ------ | ---- | ------------------------- | ------------------ | ------ |
| 1      | 1998 | إسبانيا, مدريد            | 18–26 يوليو        |        |
| 2      | 2003 | كندا, كيبك                | 5–10 أغسطس         |        |
| 3      | 2007 | البرازيل، ساو باولو       | 28 يوليو – 8 أغسطس |        |
| 4      | 2011 | تركيا، أنطاليا            | 1–10 أبريل         |        |
| 5      | 2015 | كوريا الجنوبية، سول       | 8–18 مايو          |        |
| 6      | 2019 | لم تعقد                   | —                  |        |
| 7      | 2023 | المملكة المتحدة، برمنغهام | 18–27 أغسطس        |        |

### الاتحاد الدولي لرياضة المكفوفين دورة الألعاب العالمية للشباب (WYC)
- الاسم السابق: الاتحاد الدولي لرياضة المكفوفين دورة الألعاب العالمية للشباب والطلاب

| النسخة | سنة  | مضيف                               | تاريخ        | رياضات |
| ------ | ---- | ---------------------------------- | ------------ | ------ |
| 1      | 2005 | الولايات المتحدة، كولورادو سبرينغز | أغسطس 4–10   | 5      |
| 2      | 2007 | الولايات المتحدة، كولورادو سبرينغز | يوليو 11–17  | 5      |
| 3      | 2009 | الولايات المتحدة، كولورادو سبرينغز | يوليو 15–20  | 3      |
| 4      | 2011 | الولايات المتحدة، كولورادو سبرينغز | يوليو 13–18  | 3      |
| 5      | 2013 | الولايات المتحدة، كولورادو سبرينغز | سبتمبر 13–15 | 2      |
| 6      | 2015 | الولايات المتحدة، كولورادو سبرينغز | يوليو 26–30  | 1      |
| 7      | 2017 | هنغاريا, بوداورس                   | يوليو 1–9    | 1      |

## روابط خارجية
- الموقع الرسمي للاتحاد الدولي لرياضات المكفوفين